# 圣尼古拉德比耶夫
圣尼古拉德比耶夫（法語：Saint-Nicolas-des-Biefs）是法国阿列省的一个市镇，位于该省东南部，属于维希区。该市镇的总面积为28.9平方公里，2009年时的人口为171人。

## 人口
圣尼古拉德比耶夫人口变化图示
| 数据来源：INSEE |